# Essència
|  | Aquest article tracta sobre el concepte filosòfic. Vegeu-ne altres significats a «oli essencial». |

L'essència (del llatí essentia) és un concepte filosòfic que designa el conjunt d'atributs d'un objecte o substància que el fan ser el que és, i que posseeix per necessitat, ja que sense ells perd la seva identitat. L'essència es contrasta amb l'accident, que són les propietats que es tenen de forma contingent, sense els quals es pot mantenir la identitat. El concepte d'essència s'origina amb Aristòtil, que va utilitzar l'expressió grega to ti ên einai, literalment 'el que ha de ser', o a vegades la frase escurçada to ti esti, literalment 'el que és', per expressar la mateixa idea. Aquesta frase va suposar tantes dificultats pels traductors al llatí que van encunyar la paraula essència per a designar l'expressió completa. Per a Aristòtil i els seus seguidors escolàstics la noció d'essència està estretament lligada a la de definició (horismos).
En la història del pensament occidental, l'essència ha estat un concepte útil per a les doctrines que tendeixin a individuar les diferents formes d'existència, així com les diferents condicions d'identitat per a objectes i les seves propietats. Des d'aquest punt de vista eminentment lògic, el concepte ha bastit una forta base teòrica a tota la família de teories lògiques basades en l'existència de "mons possibles", una analogia feta per Leibniz i desenvolupada cap a una forma lògica per diversos autors, des de Carnap fins a Kripke, que després seria qüestionada per filòsofs com Quine.

## Etimologia i significats
Essentia en la filosofia tradicional s'ha interpretat com a substància, amb un doble sentit:
- Substància primera és l'individu que mostra que és: que existeix i mostra la seva existència.
- Substància segona és la classe lògica que enuncia mitjançant un discurs el que és: l'atribut de la substància primera que mostra la seva identitat permanent.

Això introdueix les següents correlacions:
|          | QUE ÉS; QUE EXISTEIX                                                                                  | EL QUE ÉS; QUE TÉ ENTITAT |
| Realitat | Com a Substància primera                                                                              | Com a Essència (substància segona) |
| Discurs  | Designació de l'entitat de l'individu que és el subjecte lògic del discurs. (Nom propi o demostratiu) | Predicats que defineixen la identitat lògica i propietats com espècie o classe natural; predicats aplicables tant a l'individu com a la classe natural com gènere, espècie o conjunt d'individus. (Nom comú, qualitats definitòries o notes que permeten reconèixer l'objecte) |

En lògica de primer ordre el discurs és respecte del coneixement dels fets d'experiència mitjançant la designació dels individus coneguts.
En lògica de segon ordre el discurs és sobre el coneixement d'allò real com a realitat, és a dir, el discurs científic que considera com objecte del seu estudi l'essència o propietat, o conjunt de propietats que defineix una classe natural.
A la filosofia tradicional l'essència ha estat considerada com la pròpia i indissoluble identitat de les coses davant de l'aparença fenomènica de l'experiència, la qual cosa situava l'essència a una realitat metafísica.
Actualment, no es considera la metafísica dins de l'àmbit de la ciència. Allò real de les essències esdevé només objecte d'especulació, com tendència a l'essencialisme. Així doncs es pot definir:
| L'essència és la propietat, o conjunt de propietats, que constitueixen una classe natural o un individu. |
| --- |

La ciència considera les propietats que es manifesten en l'experiència o experiència possible, com predicats d'un conjunt d'individus que tenen aquesta propietat en comú; és a dir, una classe lògica. D'aquesta manera l'objecte d'estudi adquireix una dimensió universal referida a un univers de possibilitats al món, essent el subjecte gramatical del seu discurs la propietat, o conjunt de propietats que pretén significar, de forma directa o de forma derivada, una classe natural.
Cada ciència per això distingeix el seu objecte material i el seu objecte formal. L'avanç teòric, la reflexió sobre allò general com a model, exigeix la comprovació en allò concret i material en l'experiment o en les inferències materials que puguin deduir-se de la teoria.

## L'essència a la filosofia de l'antiguitat clàssica

### Substància, predicats, categories i predicables
Plató considerà l'"essència" segons el segon sentit assenyalat a la introducció, com ίδέα (idea) o forma eterna i immutable de les coses materials i sensibles amb un sentit metafísic, realista i transcendent.
Considera les idees com essències separades, vertadera realitat que és. Les idees són models de les coses materials i aquestes únicament són per participació i no constitueixen vertader ésser.
El vertader introductor de l'essència a la doble dimensió assenyalada anteriorment és Aristòtil.
Aristòtil empra dues expressions per al concepte d'essència: ούσία (Cat., 5, 2 a 11 i ss.) i τό τί ἧν εἴναι (Met., Z 7, 1032b 1-2). D'altra banda, diu:
| «                                      | En significar el que quelcom és, es significa ara la substància, adés la qualitat, ara una de les altres categories. Quan en presència d'un home es diu que el que hi ha al davant és un home o un animal, s'indica el que és, i es significa una substància. Però quan davant d'un color blanc es diu que és blanc o és un color s'indica que es tracta d'una qualitat... I el mateix passa amb les altres categories: per a cadascuna de les nocions assenyalades, si s'afirma gènere s'expressa l'essència. Contràriament quan s'afirma quelcom sobre una altra cosa que la pròpia cosa portadora de l'afirmació, no s'expressa l'essència sinó la quantitat o la qualitat o una de les altres categories. | » |
| — Aristòtil, Top., I, 9, 103b 27 i ss. | |   |

El que es sol interpretar de la següent manera:
- ούσία: substància primera, el que realment existeix, allò real, allò que únicament pot realitzar la funció de subjecte.
- τό τί ἧν εἴναι: traduït al llatí com "quod quid erat esse", en català: "el que era abans d'haver estat" i que, conceptualment, en llatí és la quidditas i en català el què: resposta conceptual a la pregunta fonamental 'què és això?'. I el sentit de la qual es determina al text anteriorment citat, és a dir, el que es significa mitjançant predicats.

Aristòtil, a diferència de Plató, parteix del fet de l'existència de la substància primera (ούσία), que és la substància pròpiament dita. Mentre la substància primera (subjecte de tots els predicats) rau en l'existència a través dels canvis (com desenvolupament de la seva forma substancial) rau la seva identitat com substància segona (els seus predicats essencials, la seva essència).
Aquesta identitat són predicats que estan indefectiblement units a la substància primera en el seu esdevenir existencial. I són:
- el gènere
- la diferència específica
- la propietat

que constitueixen per això la definició del que un individu és.
Aristòtil considera l'όρος o definició com κατηγορούμενα, un dels predicables que el defineix com predicat convertible amb el subjecte de forma essencial.
Però el fet de considerar l'essència com predicat genera un cert problema d'interpretació:
- Els predicats essencials no individualitzen la predicació, sinó que expressen allò essencial d'un gènere o espècie. Si afirmmo: "L'Antoni és un humà", aquesta mateixa afirmació la puc fer d'en Pere, d'en Joan o de la Maria.
- Els predicats no essencials, com a accidents, s'apliquen a un subjecte conegut com a individu en l'experiència canviant. Si afirmo: "L'Antoni està gras" predico quelcom que pertany només a l'Antoni mentre duri aquesta situació, atès que és un predicat accidental.

D'aquí que el sentit del concepte d'essència depengui de vegades de la predominància en un aspecte o en un altre de la doble dimensió assenyalada en el concepte. Si posem l'accent en el que és com essència, posem l'accent en la comprensió lògica, amb el perill de fer allò universal, el concepte, com si fos quelcom de real, amb valor metafísic.
Si posem l'accent en l'individu existent coneixem les propietats sensibles amb què es manifesta l'individu com aparença; però sempre queda a l'aire el fonament que el constitueix com gènere i espècie, atès que no són propietats sensibles.
Per a Aristòtil tal problema no existeix atès que l'enteniment agent és intuïtiu de l'essència a partir d'un procés d'abstracció lògica i el concepte pot ser expressat en termes mitjançant l'ús d'una llengua.

## L'essència a l'Edat Mitjana
La tradició neoplatònica del cristianisme en subratllà el sentit platònic primitiu, car les essències es constituïen com idees subsistents a la ment divina, principis de la Creació conforme al pla de la Divina Providència, mantenint d'aquesta manera el seu sentit metafísic.
En llatí, però, ούσία es traduí amb el terme hipòstasi com substància primera. I la substància segona es traduí com essentia, derivant-la de l'infinitiu del verb esse, que també té el sentit d'existir. Així Sant Agustí d'Hipona a De Trinitate V. ii, 3: Essència es diu d'allò que és ésser (ab eo quod est esse dicta est essentia).
Mitjançant aquesta traducció es pot confondre llavors l'ésser, esse, de la substància primera i l'esse de la substància segona com provenint tots dos sentits del mateix principi.
D'aquesta manera els cristians en considerar Déu principi absolut:, al fet de l'existir (creació del no-res) i a la constitució del contingut com forma de l'essència correspon a Déu tot el fonament d'un i l'altre sentit com ésser que és; ideal que fonamenta la creença en el Déu creador cristià.
Boeci, en el seu intent de recuperar el pensament d'Aristòtil i sintetitzar-lo amb la tradició platònica cristiana, considerarà l'essència com forma i com natura. Forma atès que pot ser objecte de l'enteniment i, per tant, objecte de definició. Natura perquè constitueix l'ésser com principi causal de la creació. La qual cosa dona origen a la problemàtica posterior sobre l'essència als segles següents.

### Ésser possible (ésser d'essència) - Acte d'ésser (existència)
La reintroducció del pensament d'Aristòtil a Occident a través dels àrabs, segle xi, obre noves perspectives i planteja diversos problemes.
L'ús del terme essència, a partir de l'infinitiu llatí esse, tal com introduí Sant Agustí, suscita diversos problemes en aplicar aquest concepte a Déu. Puix Déu no pot considerar-se com una cosa més i tanmateix és més existent que totes les altres coses. Això adquireix una rellevància especial en recuperar el pensament aristotèlic a partir del segle xi.
Per a alguns medievals, juntament amb l'esse infinitiu perfecte de la idea de l'Ésser platònic, existir és sobretot l' esse, entès com a 'actualitat'. En Déu es mesclen els dos sentits en un de sol i únic terme lingüístic.
El problema de l'essència no és pas simple. Els escolàstics la tractaren amb molt de detall, car consideraren l'essència en tres modes possibles: a la cosa, al concepte i en si mateixa valorant-se d'una manera o d'una altra segons se'n ressaltés un aspecte o un altre de la qüestió.
- Avicenna considerà que l'existència (esse) era un accident de l'essència (quidditas) per als éssers creats. L'existència remet llavors a una essència possible, a diferència de l'essència necessària que és Déu.
- Sant Anselm construí el famós argument ontològic que tanta influència ha tingut al racionalisme considerant que en Déu l'essència inclou l'existència com una propietat més, una perfecció.
- Averrois considerà que no hi havia cap distinció entre essència i existència.

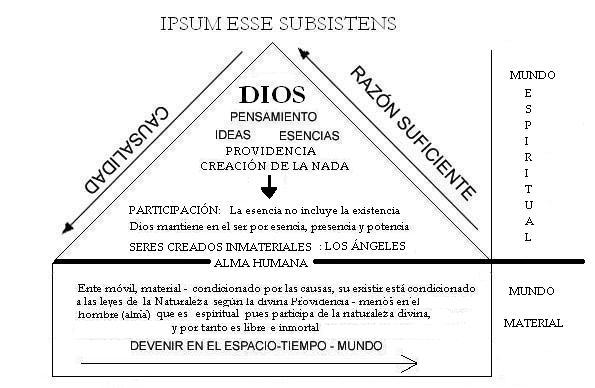
Déu i la Creació a la filosofia cristiana

- Alexandre de Hales no admeté una distinció real entre essència i existència sinó únicament una distinció de raó.
- Enric de Gant considerà una distinció intencional.

Serà Sant Tomàs d'Aquino qui aplicant un esquema analògic a l'aristotèlic de potència-acte, sintetitzarà la qüestió en la distinció real entre ésser d'essència i ésser d'existència, tot rebutjant l'argument ontològic de Sant Anselm.
Per a Sant Tomàs la distinció real entre essència i existència als ens creats no significa pas que l'existència sigui un mer accident de l'essència. L'existència pot procedir d'una causa eficient transcendent a l'essència (Déu Creador, en qui essència i existència coincideixen) i no ser un afegit o accident de l'essència, sinó un acte de l'essència a partir del seu ésser en potència com possible.
Tal és el sentit de la creació del món a partir de les essències com idees divines (Divina Providència) i de les existències com substàncies individuals al món sensible i material com moviment per l'acció de les causes. Això fa possible argumentar l'existència de Déu a partir de l'existència de les criatures, com ipsum esse subsistens.
Tal és l'èxit de la síntesi tomista entre la tradició neoplatònica cristiana i l'aristotelisme incorporat a la filosofia occidental a partir del segle xiii.

### Els universals i allò individual
Un nou enfocament apareix en aquesta problemàtica amb el pensament de Duns Escot i el pensament de l'orde franciscà en oposició al tomisme dels dominics: el problema de la individuació.
Per a Duns Escot allò individual és una entitat positiva i, per tant, ha de tenir una haecceitas, com quelcom d'essencial, que el constitueixi com individu respecte d'allò universal de l'espècie. Car el coneixement perfecte és el coneixement d'allò individual.
Amb això s'inicia un procés de valoració del coneixement singular i, per tant, de l'experiència, que tindrà una gran importància en l'evolució del pensament fins a l'edat moderna, en posar en qüestió la supervaloració d'allò universal de tota la tradició platònico-aristotèlica renovada amb el tomisme.
Allò universal, que es predica de tots els individus que tenen en si la mateixa forma, es predica de cadascun dels éssers que pertanyen al mateix gènere i espècie o tenen la mateixa forma accidental, la qual cosa s'expressa mitjançant els universals.
El judici aristotèlic, i la filosofia tradicional així ho entenia, és vertader perquè manifesta el que «és» el subjecte en la seva vertadera realitat mitjançant la predicació de l'universal com concepte lògic. Per això el judici és categòric, i els raonaments, sota la forma del sil·logisme, és un raonament categòric.
Però a la Universitat de París hi haurà el problema de concedir als conceptes un grau de realitat. Els nominalistes consideraran que els conceptes no són més que noms que designen les coses, atès que el coneixement és abans de res del singular, d'allò que es dona en l'experiència. Sorgeix el problema de l'oposició d'allò universal (concepte-essència) front a allò particular (individu-existència).
Francisco Suárez, ja al segle xvi, examina amb detall el problema de l'essència.
- Considera que l'existència no pot ser diferent de l'essència perquè tindríem una manera de ser a la cosa (com essència) que no li pertany per la seva pròpia naturalesa.
- Si del que es tracta és de la diferència entre el fet d'ésser ens possible com essència i ésser actual existent, llavors la distinció pot ser real.
- Però com, de fet, es tracta d'una essència i d'una existència actuals conjuntament com substància primera existent individual, la distinció no pot ser real sinó de raó. Distinctio rationis cum fundamento in re, fórmula amb què ha passat a la doctrina tradicional escolàstica.